# Le Pop
Le Pop — дебютный студийный альбом норвежской группы Katzenjammer, выпущенный в 2008 году на лейбле Propeller Recordings.

## Об альбоме
Диск получил в основном положительные рецензии. Адриен Бегранд из «PopMatters» оценил Le Pop на 8 из 10 звезд и отметил, что «все песни исполнены сильно и, что важнее, все они моментально запоминаются». В дополнительном обзоре для «PopMatters» Майк Шиллер отметил, что Le Pop отличный альбом. Более того, он отметил, что слушатель «будет подпевать» исполнителям, так как песни «захватывающие и привлекательные». В обзоре газеты The Washington Post, Кэтрин Льюис отметила, что альбом «никогда не теряет энергии», и назвала его «очаровательно причудливым сборником песен». Однако, она также отметила, что иногда «изобилие Katzenjammer балансирует на грани необузданного хаоса» и «звучит, как неконтролируемая цирковая труппа».
Le Pop был номинирован на норвежскую премию Spellemannprisen в номинации «Лучший дебютный альбом 2008 года».

## Список композиций
| №   | Название                     | Текст песни   | Музыка                         | Длительность |
| --- | ---------------------------- | ------------- | ------------------------------ | ------------ |
| 1.  | «Overture»                   | —             | Анне Марит Бергхейм            | 1:04         |
| 2.  | «A Bar in Amsterdam»         | Матс Рюбё     | Матс Рюбё                      | 3:28         |
| 3.  | «Tea With Cinnamon»          | Матс Рюбё     | Матс Рюбё                      | 3:53         |
| 4.  | «Hey Ho on the Devil's Back» | Матс Рюбё     | Матс Рюбё                      | 3:47         |
| 5.  | «Virginia Clemm»             | Матс Рюбё     | Сольвейг Хейло                 | 4:32         |
| 6.  | «Le Pop»                     | Матс Рюбё     | Матс Рюбё                      | 2:21         |
| 7.  | «Der Kapitän»                | —             | Анне Марит Бергхейм            | 2:44         |
| 8.  | «Wading in Deeper»           | Матс Рюбё     | Анне Марит Бергхейм, Матс Рюбё | 4:03         |
| 9.  | «Play My Darling, Play»      | Матс Рюбё     | Матс Рюбё                      | 3:47         |
| 10. | «To the Sea»                 | Матс Рюбё     | Матс Рюбё                      | 2:27         |
| 11. | «Mother Superior»            | Матс Рюбё     | Сольвейг Хейло                 | 5:38         |
| 12. | «Ain't No Thang»             | Марианне Свен | Марианне Свен                  | 2:47         |

### Исправленное издание
| №   | Название                     | Текст песни                    | Музыка              | Длительность |
| --- | ---------------------------- | ------------------------------ | ------------------- | ------------ |
| 1.  | «Overture»                   | —                              | Анне Марит Бергхейм | 1:04         |
| 2.  | «A Bar in Amsterdam»         | Матс Рюбё                      | Матс Рюбё           | 3:28         |
| 3.  | «Demon Kitty Rag»            | Матс Рюбё                      | Матс Рюбё           | 4:30         |
| 4.  | «Tea With Cinnamon»          | Матс Рюбё                      | Матс Рюбё           | 3:53         |
| 5.  | «Hey Ho on the Devil's Back» | Матс Рюбё                      | Матс Рюбё           | 3:47         |
| 6.  | «Wading in Deeper»           | Анне Марит Бергхейм, Матс Рюбё | Матс Рюбё           | 4:21         |
| 7.  | «Le Pop»                     | Матс Рюбё                      | Матс Рюбё           | 2:21         |
| 8.  | «Der Kapitän»                | —                              | Анне Марит Бергхейм | 2:44         |
| 9.  | «Virginia Clemm»             | Матс Рюбё                      | Сольвейг Хейло      | 4:17         |
| 10. | «Play My Darling, Play»      | Матс Рюбё                      | Матс Рюбё           | 3:47         |
| 11. | «To the Sea»                 | Матс Рюбё                      | Матс Рюбё           | 2:27         |
| 12. | «Mother Superior»            | Матс Рюбё                      | Сольвейг Хейло      | 5:38         |
| 13. | «Ain't No Thang»             | Марианне Свен                  | Марианне Свен       | 2:47         |

## Участники записи[10]
| Анне Марит Бергхейм | вокал аккордеон, акустическая гитара, банджо, бутылки, домра, мандолина, меллотрон, орган, фортепиано                                                                                                |
| Турид Йоргенсен     | вокал аккордеон, банджо, барабаны, гитара, губная гармоника, домра, контрабас балалайка, музыкальная шкатулка, перкуссия, стиральная доска, труба, туба, фортепиано, цитра иллюстрации, звукоинженер |
| Марианне Свен       | вокал банджо, барабаны, бутылки, гитара, контрабас балалайка, орган, перкуссия, фортепиано, укулеле.                                                                                                 |
| Сольвейг Хейло      | вокал аккордеон, барабаны, домра, мандолина, меллотрон, орган, фортепиано |

| Силье Кэтрин Готос       | виолончель     |
| Одд Норстога             | аккордеон      |
| Ганнхилд Матхеа Олауссен | скрипка        |
| Йёрген Сэндвик           | банджо, ситар  |
| Гьертуд Экланд           | скрипка, труба |

| Коре Кристофер Верстхейм | меллотрон, орган, фортепиано аранжировка, звукоинженер, продюсер, сведение. |
| Ганс Питер Гундерсен     | продюсер                                                                    |
| Като Одланд              | продюсер                                                                    |
| Сандрин Пагнаух          | дизайн обложки                                                              |
| Хассе Росбах             | вокал помощник звукоинженер                                                 |
| Спеллеманн Хансен        | звукоинженер                                                                |
| Майк Хартунг             | аранжировка, звукоинженер, мастеринг, продюсер, сведение                    |
| Каья Хейло               | иллюстрация, графика, макет, типография                                     |
| Пер Олав Хеймстад        | иллюстрации, фотографии                                                     |
| Софи Этчарт              | фотографии                                                                  |

## Хит-парады
| Хит-парад            | Начальная позиция | Высшая позиция | Недель высшей позиции | Недель всего |
| -------------------- | ----------------- | -------------- | --------------------- | ------------ |
| Norway Albums Top 40 | 9                 | 9              | 1                     | 3            |
| Dutch Albums Top 100 | 86                | 86             | 1                     | 1            |

## Некоторые релизы
| Страна         | Дата             | Формат      | Лейбл                |
| -------------- | ---------------- | ----------- | -------------------- |
| Норвегия       | 29 сентября 2009 | CD          | Propeller Recordings |
| Норвегия       | 29 сентября 2009 | CD          | Propeller Recordings |
| Великобритания | 24 августа 2009  | CD, Digital | Nettwerk             |
| Германия       | 25 августа 2009  | Digital     | Nettwerk             |
| Германия       | 26 февраля 2010  | CD          | Nettwerk             |
| Германия       | 29 июня 2010     | Digital     | Nettwerk             |
| США            | 29 июня 2010     | CD, Digital | Nettwerk             |

1. 1 2 3 4  Исправленное издание.
2. ↑  Издание представляет собой исправленное издание без песни «Ain’t No Thang».